# Dwightla acutipennis
Dwightla acutipennis är en insektsart som beskrevs av Rauno E. Linnavuori och Al-ne'amy 1983. Dwightla acutipennis ingår i släktet Dwightla och familjen dvärgstritar. Inga underarter finns listade i Catalogue of Life.